# Italian Hockey League - Division I 2017-2018
L'Italian Hockey League - Division I 2017-2018 è il terzo ed ultimo livello del Campionato italiano di hockey su ghiaccio giocato nella stagione 2017-2018.

## Formazioni
Cambia la denominazione anche della terza serie nazionale, che adotta il nome ombrello Italian Hockey League, ma non la formula: le squadre sono divise in due gironi geografici, Est e Ovest, che determineranno le squadre qualificate ai play-off nazionali.
Per aumentare il numero di compagini iscritte, la FISG ha imposto alle squadre iscritte nella stagione precedente a campionati minori stranieri (Varese Killer Bees in Svizzera, HC Bressanone e HC Dobbiaco in Austria) di rientrare in Italia. Il Dobbiaco tuttavia alla fine non si iscriverà.
Tre delle squadre della stagione precedente, la seconda squadra dell'Hockey Club Gherdëina, i Diavoli Rossoneri Sesto e l'Hockey Club Pinerolo, hanno rinunciato; oltre alle due compagini provenienti dall'estero, si sono iscritte HC Valrendena, Sporting Club Pinerolo, HCV Filatoio 2440 (con il nome di ValpEagle) e la seconda squadra dell'HC Val Pusteria, portando quindi il totale a 12.
A poche settimane dall'inizio del campionato, tuttavia, gli Aosta Gladiators ritirarono l'iscrizione, lasciando il girone Ovest a 5 squadre.
L'HC Valpellice non si presentò in campo in occasione dei primi due incontri di campionato (rispettivamente a Varese contro i Varese Killer Bees e in casa nel derby contro il ValpEagle), e il giudice sportivo la estromise dal campionato.
| Ovest | Aosta Gladiators        | Valle d'Aosta       | Aosta (AO)           |
| Ovest | Real Torino             | Piemonte            | Torino (TO)          |
| Ovest | Sporting Pinerolo       | Piemonte            | Pinerolo (TO)        |
| Ovest | ValpEagle               | Piemonte            | Torre Pellice (TO)   |
| Ovest | Valpellice              | Piemonte            | Torre Pellice (TO)   |
| Ovest | Varese Killer Bees      | Lombardia           | Varese (VA)          |
| Est   | Hockey Pieve            | Veneto              | Pieve di Cadore (BL) |
| Est   | Falcons Bressanone      | Trentino-Alto Adige | Bressanone (BZ)      |
| Est   | WSV Sterzing Vipiteno C | Trentino-Alto Adige | Vipiteno (BZ)        |
| Est   | Val Pusteria Junior     | Trentino-Alto Adige | Brunico (BZ)         |
| Est   | HC Valrendena           | Trentino-Alto Adige | Pinzolo (TN)         |
| Est   | HC Val Venosta          | Trentino-Alto Adige | Laces (BZ)           |

### Regular season

#### Girone Ovest
| Pos. | Squadra           | Pt | G  | V  | VOT | POT | P  | GF  | GS  | DR   |
| ---- | ----------------- | -- | -- | -- | --- | --- | -- | --- | --- | ---- |
| 1.   | Real Torino       | 30 | 16 | 10 | 0   | 1   | 5  | 81  | 41  | +40  |
| 2.   | Sporting Pinerolo | 29 | 16 | 9  | 1   | 0   | 6  | 74  | 74  | 0    |
| 3.   | ValpEagle         | 27 | 16 | 16 | 0   | 0   | 0  | 151 | 12  | +139 |
| 4.   | Killer Bees       | 12 | 16 | 4  | 0   | 0   | 12 | 34  | 133 | -99  |
| 5.   | Valpellice        | 0  | 16 | 0  | 0   | 0   | 16 | 0   | 80  | -80  |

Il ValpEagle terminò il proprio girone di regular season a punteggio pieno, con 151 reti segnate e 12 subite. A due giorni dalla disputa della gara di andata dei quarti di finale, tuttavia, il giudice sportivo inflisse alla squadra la sconfitta a tavolino nei sette incontri in cui era stato schierato Alex Bertin, il cui tesseramento era risultato irregolare. La squadra piemontese si ritrovò al terzo posto.

#### Girone Est
| Pos. | Squadra             | Pt | G  | V  | VOT | POT | P  | GF  | GS  | DR  |
| ---- | ------------------- | -- | -- | -- | --- | --- | -- | --- | --- | --- |
| 1.   | Bressanone-Brixen   | 47 | 20 | 15 | 1   | 0   | 4  | 131 | 51  | +80 |
| 2.   | Pieve di Cadore     | 34 | 20 | 9  | 1   | 5   | 5  | 111 | 75  | +36 |
| 3.   | Val Pusteria Junior | 33 | 20 | 9  | 3   | 0   | 8  | 101 | 78  | +23 |
| 4.   | Val Venosta         | 30 | 20 | 9  | 1   | 1   | 9  | 77  | 83  | -6  |
| 5.   | Vipiteno Broncos C  | 29 | 20 | 9  | 1   | 0   | 10 | 91  | 73  | +18 |
| 6.   | Valrendena          | 7  | 20 | 2  | 0   | 1   | 17 | 39  | 190 | -51 |

### Play-off
I quarti di finale sono stati giocati con gare di andata e ritorno, le semifinali e la finale con serie al meglio dei tre incontri
|  | Quarti di finale | Quarti di finale    | Quarti di finale | Quarti di finale |  |  | Semifinali          | Semifinali          | Semifinali          | Semifinali | Semifinali |   |   | Finale            | Finale            | Finale            | Finale | Finale |  |
|  |                  |                     |                  |                  |  |  |                     |                     |                     |            |            |   |   |                   |                   |                   |        |        |  |
|  | 1E               | Bressanone-Brixen   | 26               | 25               |  |  |                     |                     |                     |            |            |   |   |                   |                   |                   |        |        |  |
|  | 4O               | Killer Bees         | 0                | 0                |  |  | Bressanone-Brixen   | Bressanone-Brixen   | Bressanone-Brixen   | 3‡         | 8          |   |   |                   |                   |                   |        |        |  |
|  | 2O               | Sporting Pinerolo   | 0                | 4                |  |  | Val Pusteria Junior | Val Pusteria Junior | Val Pusteria Junior | 2          | 2          |   |   |                   |                   |                   |        |        |  |
|  | 3E               | Val Pusteria Junior | 15               | 2                |  |  |                     |                     |                     |            |            |   |   | Bressanone-Brixen | Bressanone-Brixen | Bressanone-Brixen | 4      | 3      |  |
|  | 1O               | Real Torino         | 4                | 2                |  |  |                     |                     | ValpEagle           | ValpEagle  | ValpEagle  | 2 | 1 |                   |                   |                   |        |        |  |
|  | 4E               | Val Venosta         | 6                | 3                |  |  | Val Venosta         | Val Venosta         | Val Venosta         | 1          | 1          |   |   |                   |                   |                   |        |        |  |
|  | 2E               | Pieve di Cadore     | 0                | 1                |  |  | ValpEagle           | ValpEagle           | ValpEagle           | 5          | 5          |   |   |                   |                   |                   |        |        |  |
|  | 3O               | ValpEagle           | 11               | 3                |  |  |                     |                     |                     |            |            |   |   |                   |                   |                   |        |        |  |

Legenda: †: partita terminata ai supplementari; ‡: partita terminata ai tiri di rigore

## Finale

### Gara 1
| Bressanone 24 marzo 2018, ore 19:30 | Bressanone      | 4 – 2 (1:0; 1:1; 2:1) referto | ValpEagle | Palazzo del ghiaccio di Bressanone (510 spett.)\| Arbitro: \| Andrea Benvegnù \| |
| Arbitro:                            | Andrea Benvegnù |                               |           |                                                                                  |

### Gara 2
| Torre Pellice 31 marzo 2018, ore 20:30 | ValpEagle            | 1 – 3 (1:0; 0:1; 0:3) referto | Bressanone | Pala Cotta Morandini (2023 spett.)\| Arbitro: \| Willy Vinicio Volcan \| |
| Arbitro:                               | Willy Vinicio Volcan |                               |            |                                                                          |